# Psychotria infundibularis
Psychotria infundibularis är en måreväxtart som beskrevs av William Philip Hiern. Psychotria infundibularis ingår i släktet Psychotria och familjen måreväxter. Inga underarter finns listade i Catalogue of Life.